# Валуйки
Валуйки (на руски: Валуйки) е град в Русия, административен център на Валуйски район, Белгородска област. Населението на града към 1 януари 2018 година е 34 118 души.

## История
Селището е основано през 1593 година като град-крепост по муравския път. През 17 век става административен център на Валуйски уезд.

## География
Градът е разположен на високия десен бряг на река Валуй, на 160 километра югоизточно от град Белгород. Намира се на около 90 метра надморска височина.